# Motomondiale 1960
La stagione 1960 è stata la dodicesima del Motomondiale; inizialmente il calendario previsto era identico a quello dell'anno precedente ma sorsero dei problemi per quanto riguardava l'effettuazione del Gran Premio motociclistico di Svezia; in conseguenza a ciò il mondiale venne disputato su 7 gran premi.

## Il contesto
Dopo il tentativo del 1959 poco fruttuoso di inserire una nuova classe che comprendesse sia i prototipi da corsa che le moto derivate dalla serie, si tornò al regolamento precedente, senza modifiche in merito ai punteggi e ai metodi di conteggio nelle classifiche di fine anno.
Perdurando l'assenza delle case italiane che avevano firmato il patto d'astensione, nonché di quelle britanniche, era prevedibile che la MV Agusta, che aveva anche mantenuto i piloti dell'anno precedente, facesse man bassa di titoli; in effetti così fu, con le classifiche praticamente identiche a quelle del motomondiale 1959: John Surtees vincitore in 500 e 350, Carlo Ubbiali vincitore in 250 e 125.
In questo modo, per la terza volta consecutiva, la MV Agusta conquistò tutti i titoli per quanto riguarda le moto sciolte (lasciando alla BMW i sidecar).
Durante quest'anno si registrò un maggiore sforzo nell'attività sportiva da parte della Honda e anche due altre case motociclistiche giapponesi si affacciarono alle competizioni motociclistiche: Suzuki e Yamaha. Tra le altre nuove arrivate la Aermacchi che aveva appena firmato un accordo con la Harley Davidson.
La conclusione di questo campionato vide anche il ritiro dalle competizioni dei campioni del mondo in carica: Ubbiali si ritirò dopo aver ottenuto 9 titoli iridati e Surtees, che ne aveva ottenuti 7, decise di passare completamente all'automobilismo dopo che già in questo stesso anno aveva partecipato ad alcune gare di Formula 1.

## Il calendario
| Data         | Gran Premio      | Circuito         | Vincitore 500 | Vincitore 350 | Vincitore 250 | Vincitore 125 | Vincitore sidecar               | Resoconto |
| ------------ | ---------------- | ---------------- | ------------- | ------------- | ------------- | ------------- | ------------------------------- | --------- |
| 22 maggio    | GP di Francia    | Clermont-Ferrand | John Surtees  | Gary Hocking  |               |               | Helmut Fath Alfred Wohlgemuth   | Resoconto |
| 13 giugno    | Tourist Trophy   | Mountain Circuit | John Surtees  | John Hartle   | Gary Hocking  | Carlo Ubbiali | Helmut Fath Alfred Wohlgemuth   | Resoconto |
| 25 giugno    | GP d'Olanda      | Assen            | Remo Venturi  | John Surtees  | Carlo Ubbiali | Carlo Ubbiali | Peter 'Pip' Harris Ray Campbell | Resoconto |
| 3 luglio     | GP del Belgio    | Spa              | John Surtees  |               | Carlo Ubbiali | Ernst Degner  | Helmut Fath Alfred Wohlgemuth   | Resoconto |
| 24 luglio    | GP di Germania   | Solitude         | John Surtees  |               | Gary Hocking  |               | Helmut Fath Alfred Wohlgemuth   | Resoconto |
| 6 agosto     | GP dell'Ulster   | Dundrod          | John Hartle   | John Surtees  | Carlo Ubbiali | Carlo Ubbiali |                                 | Resoconto |
| 11 settembre | GP delle Nazioni | Monza            | John Surtees  | Gary Hocking  | Carlo Ubbiali | Carlo Ubbiali |                                 | Resoconto |

## Sistema di punteggio e legenda
| Pos.  | 1 | 2 | 3 | 4 | 5 | 6 | 7> |
| ----- | - | - | - | - | - | - | -- |
| Punti | 8 | 6 | 4 | 3 | 2 | 1 | 0  |

## Le classi

### Classe 500
| Pos. | Costruttore | Punti |
| ---- | ----------- | ----- |
| 1    | MV Agusta   | 32    |
| 2    | Norton      | 22    |
| 3    | Matchless   | 4     |
| 4    | BMW         | 1     |

La competizione in questa classe, che si disputò su tutte e sette le prove in calendario, non fu particolarmente accesa, con John Surtees che già dopo la quinta prova si era assicurato matematicamente il titolo. Le uniche vittorie nei gran premi che gli sfuggirono furono nel GP d'Olanda in cui si ritirò e il successo arrise al suo compagno di squadra Remo Venturi e nel GP dell'Ulster dove John Hartle portò al successo una Norton.

Classifica piloti (prime 5 posizioni)
| Pos. | Pilota          | Moto               |   |   |     |   |   |   |     | P.ti    |
| ---- | --------------- | ------------------ | - | - | --- | - | - | - | --- | ------- |
| 1    | John Surtees    | MV Agusta          | 1 | 1 | Rit | 1 | 1 | 2 | 1   | 32 (46) |
| 2    | Remo Venturi    | MV Agusta          | 2 |   | 1   | 2 | 2 |   | Rit | 26      |
| 3    | John Hartle     | MV Agusta e Norton |   | 2 | Rit | 8 |   | 1 | 5   | 16      |
| 4    | Bob Brown       | Norton             | 3 | 6 | 2   | 3 |   |   |     | 15      |
| -    | Emilio Mendogni | MV Agusta          |   |   | 3   | 6 | 3 |   | 2   | 15      |
| Pos. | Pilota          | Moto               |   |   |     |   |   |   |     | P.ti    |

| Legenda                                                                        | 1º posto        | 2º posto        | 3º posto | A punti      | Senza punti        | Grassetto=Pole position Corsivo=Giro più veloce |
| Legenda                                                                        | Gara non valida | Non qualificato | Ritirato | Squalificato | "-" Dato non disp. | Grassetto=Pole position Corsivo=Giro più veloce |
| Fonte dei dati: motogp.com, racingmemo.free.fr, autosport.com, jumpingjack.nl. |                 |                 |          |              |                    |                                                 |

### Classe 350
| Pos. | Costruttore | Punti |
| ---- | ----------- | ----- |
| 1    | MV Agusta   | 24    |
| 2    | Norton      | 14    |
| 3    | Jawa        | 12    |
| 4    | AJS         | 9     |

La 350 si disputò su due prove in meno rispetto alla classe regina (non si disputò né in Belgio né in Germania) e anche qui il successo arrise a Surtees, seppure in maniera meno facile che in 500. Il suo compagno di squadra Gary Hocking ottenne due vittorie e una arrise anche a John Hartle che nel Tourist Trophy era occasionalmente alla guida di una MV Agusta.

Classifica piloti (prime 5 posizioni)
| Pos. | Pilota            | Moto               |   |   |   |    |    |     |     | P.ti    |
| ---- | ----------------- | ------------------ | - | - | - | -- | -- | --- | --- | ------- |
| 1    | John Surtees      | MV Agusta          | 3 | 2 | 1 | NE | NE | 1   | Rit | 22 (26) |
| 2    | Gary Hocking      | MV Agusta          | 1 |   | 2 | NE | NE | -   | 1   | 22      |
| 3    | John Hartle       | MV Agusta e Norton | - | 1 | - | NE | NE | 2   | 3   | 18      |
| 4    | František Šťastný | Jawa               | 2 |   | - | NE | NE | Rit | 2   | 12      |
| 5    | Bob Anderson      | Norton             | - | 6 | 3 | NE | NE | 4   | 5   | 9 (10)  |
| Pos. | Pilota            | Moto               |   |   |   |    |    |     |     | P.ti    |

| Legenda                                                                        | 1º posto        | 2º posto        | 3º posto | A punti      | Senza punti        | Grassetto=Pole position Corsivo=Giro più veloce |
| Legenda                                                                        | Gara non valida | Non qualificato | Ritirato | Squalificato | "-" Dato non disp. | Grassetto=Pole position Corsivo=Giro più veloce |
| Fonte dei dati: motogp.com, racingmemo.free.fr, autosport.com, jumpingjack.nl. |                 |                 |          |              |                    |                                                 |

### Classe 250
| Pos. | Costruttore | Punti |
| ---- | ----------- | ----- |
| 1    | MV Agusta   | 32    |
| 2    | Honda       | 19    |
| 3    | MZ          | 10    |
| 4    | Ducati      | 6     |
| 5    | Moto Morini | 4     |
| 6    | FB Mondial  | 2     |
| 7    | Aermacchi   | 2     |
| 8    | Adler       | 1     |

Il calendario della 250 prevedeva la disputa di 6 prove (con l'unica esclusione del GP di Francia) e il campionato visse sulla lotta tra i due compagni di squadra alla MV Agusta, Carlo Ubbiali e Gary Hocking che, fino alla quarta prova, erano perfettamente appaiati in classifica con due primi e due secondi posti a testa; la sfida si risolse a favore del pilota italiano quando l'avversario rodesiano fu costretto per due volte al ritiro mentre Ubbiali ottenne altrettante vittorie.
In questa classe si cominciarono anche a registrare i primi buono risultati da parte della Honda che ottenne il quarto posto in classifica grazie a Jim Redman.
In occasione del Gran Premio motociclistico di Germania, durante le prove, perse la vita Bob Brown, pilota australiano che, pur non essendo mai riuscito a salire sul primo gradino del podio, aveva raccolto dei buoni risultati negli anni precedenti.

Classifica piloti (prime 5 posizioni)
| Pos. | Pilota        | Moto                |    |     |   |   |     |     |     | P.ti    |
| ---- | ------------- | ------------------- | -- | --- | - | - | --- | --- | --- | ------- |
| 1    | Carlo Ubbiali | MV Agusta           | NE | 2   | 1 | 1 | 2   | 1   | 1   | 32 (44) |
| 2    | Gary Hocking  | MV Agusta           | NE | 1   | 2 | 2 | 1   | Rit | Rit | 28      |
| 3    | Luigi Taveri  | MV Agusta           | NE | 8   | 3 | 3 | 5   | 6   | Rit | 11      |
| 4    | Jim Redman    | Honda               | NE |     | 8 | - | -   | 3   | 2   | 10      |
| 5    | Mike Hailwood | Ducati e FB Mondial | NE | Rit | 5 | 4 | Rit | 4   | Rit | 8       |
| Pos. | Pilota        | Moto                |    |     |   |   |     |     |     | P.ti    |

| Legenda                                                                        | 1º posto        | 2º posto        | 3º posto | A punti      | Senza punti        | Grassetto=Pole position Corsivo=Giro più veloce |
| Legenda                                                                        | Gara non valida | Non qualificato | Ritirato | Squalificato | "-" Dato non disp. | Grassetto=Pole position Corsivo=Giro più veloce |
| Fonte dei dati: motogp.com, racingmemo.free.fr, autosport.com, jumpingjack.nl. |                 |                 |          |              |                    |                                                 |

### Classe 125
| Pos. | Costruttore | Punti |
| ---- | ----------- | ----- |
| 1    | MV Agusta   | 24    |
| 2    | MZ          | 16    |
| 3    | Honda       | 7     |
| 4    | Ducati      | 1     |

Nella categoria di minor cilindrata, disputata su 5 prove (esclusi i GP di Francia e Germania), ai primi due posti si piazzarono gli stessi due compagni di squadra alla MV, Ubbiali e Hocking, in questo caso con minore lotta, visto che il campionato era già deciso alla penultima prova in programma.
Ubbiali si impose in 4 delle 5 gare in programma e l'unico altro a salire sul gradino più alto del podio fu Ernst Degner su una MZ.

Classifica piloti (prime 5 posizioni)
| Pos. | Pilota          | Moto      |    |   |   |   |    |   |     | P.ti    |
| ---- | --------------- | --------- | -- | - | - | - | -- | - | --- | ------- |
| 1    | Carlo Ubbiali   | MV Agusta | NE | 1 | 1 | 3 | NE | 1 | 1   | 24 (36) |
| 2    | Gary Hocking    | MV Agusta | NE | 2 | 2 | 5 | NE | 2 | 5   | 18 (22) |
| 3    | Ernst Degner    | MZ        | NE |   | 5 | 1 | NE | 3 | 3   | 16 (18) |
| 4    | Bruno Spaggiari | MV Agusta | NE |   | - | 4 | NE | 4 | 2   | 12      |
| 5    | John Hempleman  | MZ        | NE | 4 | - | 2 | NE | 6 | Rit | 10      |
| Pos. | Pilota          | Moto      |    |   |   |   |    |   |     | P.ti    |

| Legenda                                                                        | 1º posto        | 2º posto        | 3º posto | A punti      | Senza punti        | Grassetto=Pole position Corsivo=Giro più veloce |
| Legenda                                                                        | Gara non valida | Non qualificato | Ritirato | Squalificato | "-" Dato non disp. | Grassetto=Pole position Corsivo=Giro più veloce |
| Fonte dei dati: motogp.com, racingmemo.free.fr, autosport.com, jumpingjack.nl. |                 |                 |          |              |                    |                                                 |

### Classe sidecar
| Pos. | Costruttore | Punti |
| ---- | ----------- | ----- |
| 1    | BMW         | 32    |
| 2    | Norton      | 6     |

Anche per quest'anno la lotta per le posizioni di vertice fu esclusivamente riservata a equipaggiati dotati di veicoli BMW con Helmut Fath che, con Alfred Wohlgemuth quale passeggero, si aggiudicò il suo primo titolo iridato e quattro vittorie su cinque gare.

Classifica equipaggi (prime 5 posizioni)
| Pos. | Pilota                                                          | Moto |   |    |    |   |   |    |    | P.ti    |
| ---- | --------------------------------------------------------------- | ---- | - | -- | -- | - | - | -- | -- | ------- |
| 1    | Helmut Fath/Alfred Wohlgemuth                                   | BMW  | 1 | 1  | 2  | 1 | 1 | NE | NE | 24 (38) |
| 2    | Fritz Scheidegger/Horst Burkhardt                               | BMW  | 2 | 11 | 3  | 2 | 3 | NE | NE | 16 (20) |
| 3    | Peter 'Pip' Harris/Ray Campbell                                 | BMW  | - | 2  | 1  | - | - | NE | NE | 14      |
| 4    | Florian Camathias/John Chisnell-Roland Föll-Gottfried Rüfenacht | BMW  | 3 | 5  | 16 | - | 2 | NE | NE | 12      |
| 5    | Edgar Strub/Hilmar Cecco                                        | BMW  | 5 |    | 4  | 3 | - | NE | NE | 9       |
| Pos. | Pilota                                                          | Moto |   |    |    |   |   |    |    | P.ti    |

| Legenda                                                                        | 1º posto        | 2º posto        | 3º posto | A punti      | Senza punti        | Grassetto=Pole position Corsivo=Giro più veloce |
| Legenda                                                                        | Gara non valida | Non qualificato | Ritirato | Squalificato | "-" Dato non disp. | Grassetto=Pole position Corsivo=Giro più veloce |
| Fonte dei dati: motogp.com, racingmemo.free.fr, autosport.com, jumpingjack.nl. |                 |                 |          |              |                    |                                                 |